# Хорхе Масвидал
Хорхе Масвидал (на английски език - Jorge Masvidal) е американски ММА боец, състезаващ се в средна категория в шампионата на UFC. Той е и първият носител на титлата „UFC BMF“, която печели на 2 ноември 2019 година, при победата с технически нокаут над Нейт Диас, част от Галавечер UFC 244.
Професионалист e в смесените бойни изкуства от 2003 г., като през годините се е състезававал в шампионатите за ММА „Bellator“, „Strikeforce“, „Shark Fight“ и „World Victory Road“.
Масвидал държи рекорда за най-бърз нокаут в историята на UFC, постигнат в петата секунда, при победата над Бен Аскрен на 7 юли 2019 година.
Към 8 юли 2019 г. той заема позиция №3 в средна категория на UFC.